# Alonso de Molina
Alonso de Molina, né en 1513 ou 1514, en Estrémadure, Espagne et mort en 1579 ou 1585, à Mexico, est un grammairien franciscain célèbre pour ses études du nahuatl, et en particulier son Vocabulario en lengua castellana y mexicana, publié en 1571, qui reste un des principaux dictionnaires de référence du nahuatl,.

## Biographie
Il est arrivé en Nouvelle-Espagne très jeune. Il a parlé couramment espagnol et nahuatl dès l'enfance.

## Travaux
Ses ouvrages de linguistique nahuatl avaient pour objectif d'aider les missionnaires catholiques à évangéliser plus efficacement les indigènes nahuas.

### Ouvrages
- Doctrina christiana breve traduzida en lengua mexicana (1547)[9]
- Aquí comiença un vocabulario en la lengua castellana y mexicana (1555)
- Confessionario breve, en lengua mexicana (1563/64?)
- Confessionario mayor, en lengua mexicana y castellana (1565)
- Arte de la lengua mexicana y castellana (1571)
- Vocabulario en lengua castellana y mexicana (1571, augmenté en 1576)